# Mistrzostwa Świata Juniorów w Saneczkarstwie 1997
12. Mistrzostwa Świata Juniorów w saneczkarstwie odbyły się w 1997 roku w niemieckim Oberhofie. Rozegrane zostały cztery konkurencje: jedynki kobiet, jedynki mężczyzn, dwójki mężczyzn oraz zawody drużynowe. W tabeli medalowej najlepsi byli gospodarze imprezy, Niemcy.

## Wyniki

### Jedynki kobiet
| Medal | Zawodniczka       | Narodowość        | Czas | Strata |
| ----- | ----------------- | ----------------- | ---- | ------ |
|       | Bitta Steinmetz   | Niemcy            |      |        |
|       | Maryann Baribault | Stany Zjednoczone |      |        |
|       | Anke Wischnewski  | Niemcy            |      |        |

### Jedynki mężczyzn
| Medal | Zawodnik         | Narodowość | Czas | Strata |
| ----- | ---------------- | ---------- | ---- | ------ |
|       | Robert Fegg      | Niemcy     |      |        |
|       | Henning Kirchner | Niemcy     |      |        |
|       | Andreas Soppelsa | Włochy     |      |        |

### Dwójki mężczyzn
| Medal | Zawodnicy                          | Narodowość        | Czas | Strata |
| ----- | ---------------------------------- | ----------------- | ---- | ------ |
|       | Christian Niccum/Matt McClain      | Stany Zjednoczone |      |        |
|       | Maik Sachse/Nico Zink              | Niemcy            |      |        |
|       | Christian Oberstolz/Patrick Gruber | Włochy            |      |        |

### Drużynowe
| Medal | Zawodnicy | Narodowość | Czas | Strata |
| ----- | --------- | ---------- | ---- | ------ |
|       |           | Niemcy     |      |        |
|       |           | Włochy     |      |        |
|       |           | Rosja      |      |        |

## Klasyfikacja medalowa
| Miejsce | Państwo           |   |   |   | Razem |
| ------- | ----------------- | - | - | - | ----- |
| 1.      | Niemcy            | 3 | 2 | 1 | 6     |
| 2.      | Stany Zjednoczone | 1 | 1 | 0 | 2     |
| 3.      | Włochy            | 0 | 1 | 2 | 3     |
| 4.      | Rosja             | 0 | 0 | 1 | 1     |